# Perseu de Cítion
Perseu (en grec antic: Περσαἶος, llatí: Persaeus) fou un filòsof grec natural de Cítion (Xipre).
Fou el deixeble preferit de l'estoic Zenó, també nadiu de Cítion. La Suda diu que el nom del seu pare era Demetri, i que també va tenir el malnom de Doroteu. La seva relació amb Zenó és poc coneguda i el mateix Diògenes Laerci diu que no se sap si era un amic íntim o Perseu era un esclau del rei Antígon II Gònates, que el va fer tutor del seu fill Halcioneu, i cedit a Zenó com a copista, va ser després alliberat pel filòsof. Aquesta darrera versió està molt difosa, i la repeteix Aulus Gel·li, però hi ha elements que la fan dubtosa. Quan el rei Antígon II Gònates va cridar Zenó a la seva cort de Pel·la, cap a l'any 271 aC, Zenó es va excusar per la seva avançada edat, i va enviar al rei els seus deixebles Perseu i Filònides, als que també va acompanyar el poeta Arat, que havia rebut instruccions de Perseu a Atenes. Sembla que Peseu va aconsellar al rei sobre la seva elecció d'assessors en filosofia i literatura. Va participar en els afers públics, segons comenta Claudi Elià, que l'inclou entre els filòsofs que es van dedicar a la política. Segons Ateneu que no té gaire bona opinió sobre la seva moralitat, li va ser encarregada la custòdia de Corint i que la va perdre davant Arat de Sició l'any 243 aC. Perseu hauria mort als combats, segons Pausànias. Ateneu també diu que Perseu seguia l'opinió de Zenó, segons la qual els filòsofs eren els únics que podien ser bons generals.
Hom li atribueix les obres (no conservades) Πολιτεία Λακωνική (Constitució lacedemònica) i Ζυμποτικοὶ Διάλογοι (Diàlegs de banquets) però són força dubtoses. D'altra banda és més probable que fos autor de les obres titulades ̔Υπομνήματα Συμπύτικα, (Notes o explicacions sobre banquets) i Περὶ Γάμου (Sobre el casament) i Περὶ ̓Ερώτων (Sobre els amors), segons Diògenes Laerci, que en dona uns catorze títols.